# Gurvan Saikhan
I Gurvan Saikhan (in mongolo: Гурван Сайхан, letteralmente «tre bellezze») sono una catena montuosa situata nella provincia dell'Ômnôgov' nel sud della Mongolia. Devono il nome alle tre sottocatene da cui sono costituiti: il Baruun Saikhany Nuruu (la «bellezza occidentale»), il Dund Saikhany Nuruu (la «bellezza di mezzo») e lo Zuun Saikhany Nuruu (la «bellezza orientale»).
La cima più alta (2825 m) si trova nel Dund Saikhany Nuruu. Nello Zuun Saikhany Nuruu si trova una gola degna di nota, lo Yolyn Am. Nonostante questi monti siano circondati dal deserto del Gobi, lo Yolyn Am ospita un campo di ghiaccio semi-perenne.
La catena montuosa delimita il confine orientale del parco nazionale di Gobi Gurvansaikhan.